# Сораре
Sorare е видеоигра, базирана на фентъзи спорт и изградена върху блокчейн. Разработена е през 2018 г. от Никола Жулия и Адриен Монфор. Понастоящем поддържа 3 спорта: футбол, баскетбол и бейзбол. Предлага се за Android, iOS и уеб браузъри.
Някои от инвеститорите в играта са популярни футболисти, като Лионел Меси и Килиан Мбапе.

## Концепция
Потребителите съставят и управляват виртуални отбори от петима играчи с дигитални карти, базирани на криптовалутата Етериум (за регистрация и игра не се изисква крипто-портфейл). С тези отбори те се състезават с други потребители и печелят награди.
Някои от картите са дигитални колекционерски активи (ограничени, редки, супер редки и уникални карти). Те представляват незаменими токени (NFT), така че не могат да бъдат дублирани.
Отборите се класират въз основа на представянето на техните играчи в реалния свят, както е обичайно в традиционните фентъзи спортове. Тези точки се изчисляват с помощта на матрица за точкуване, която взема данни от трета страна (Opta), като всеки играч може да спечели максимум 100 точки в зависимост от това как се представя.
Самата платформа на играта предлага първичен и вторичен пазар на карти със спортисти. Първичният се нарича аукцион и представлява ново издаване на карти, а на вторичния потребителите търгуват и разменят помежду си.
Sorare работи в блокчейн мрежата Етериум и всяка карта на играч е представена като незаменим токен (NFT). Sorare е подписала лицензионни споразумения с шампионати и клубове като Реал Мадрид, за да позволи картите да имат официална марка и да използват снимки и имена на играчи. 

## История
През май 2019 г. компанията обяви предварителен кръг за набиране на €550 000 капитал, включително от технологичния предприемач Xavier Niel. 
През юли 2020 г. набра 4 милиона долара с помощта на немския шампион от Световната купа по футбол Андре Шюрле, наред с други. 
През декември 2020 г. компанията набра още 3,5 милиона евро чрез шампиона от Световната купа Жерар Пике, наред с други. 
През септември 2021 г. компанията набра 680 милиона долара от вторично набиране на капитал, при което бе оценена на 4,3 милиарда долара.  Също през септември Sorare формализира споразумение с испанската футболна лига за многогодишно партньорство.  Споразумението обхваща издаването на виртуални карти за играчи, играещи в La Liga и Liga. 
На 12 май 2022 г. Sorare подписа партньорство с Мейджър Лийг Бейзбол, за да продължи да развива спорта на своята платформа.  Стартирането на играта, базирана на бейзбол и MLB, е направено на 19 юли 2022 г. 
През септември 2022 г. Сораре подписва многогодишен договор с Националната баскетболна асоциация (NBA) и Националната асоциация на баскетболистите (NBPA). 
През ноември 2022 г. Лионел Меси се присъединява към Sorare като инвеститор и посланик на марката.  Други инвеститори включват Килиан Мбапе и Серина Уилямс.   
На 30 януари 2023 г. Sorare подписва партньорство с английската Висша лига за закупуване и използване на официални NFT токени, лицензирани от Висшата лига. 